# Southern Death Cult
Southern Death Cult (с англ. — «Южный культ смерти») — британский музыкальный коллектив, работавший в жанрах постпанка и раннего готик-рока с 1981 по 1983 годы. Несмотря на то, что группа выпустила всего один альбом, она стала одним из самых заметных коллективов «первой волны» готической музыки. После распада Southern Death Cult в начале 1983 года её фронтмен Иэн Эстбери основал группу The Cult, впоследствии достигшую существенного коммерческого успеха.

## История группы
Группа Southern Death Cult была образована в октябре 1981 года в Брадфорде по инициативе Иэна Эстбери, который привлёк к сотрудничеству гитариста Дэвида Барроуза и бывших участников панк-группы Violation — басиста Барри Джепсона и ударника Аки Наваза. Коллектив получил название в честь «Южного культа смерти» — доколумбовой культуры североамериканских индейцев.
Уже 29 октября музыканты отыграли первый концерт, представив публике шесть песен. В течение 1982 года группа активно выступала, чем привлекла внимание прессы: октябрьский номер журнала New Musical Express вышел с фотографией Southern Death Cult на обложке и включал развёрнутое интервью с участниками команды. В декабре того же года состоялся релиз сингла «Moya/Fatman», который достиг первого места в британских независимых чартах. Набиравшая популярность группа провела успешное турне вместе с Bauhaus, однако 26 февраля 1983 года Иэн Эстбери неожиданно объявил о роспуске коллектива.
После распада Southern Death Cult её участники образовали два новых проекта: Эстбери основал группу Death Cult (позже The Cult), а остальные музыканты некоторое время играли вместе под названиями Getting the Fear и Into a Circle. Ударник Аки Наваз позднее организовал хип-хоп-коллектив Fun-Da-Mental.
Единственный полноформатный альбом группы, также названный Southern Death Cult, был издан уже после официального распада команды на лейбле Beggars Banquet Records.

## Стиль, влияние
По мнению критика Уилсона Нита, музыка Southern Death Cult включала, хоть и «в зачаточном виде», все элементы, позднее ставшие отличительными особенностями стиля The Cult — резкий, пронизывающий гитарный звук, «дикарские» ритмы и «драматический» вокал. При этом композиции были решены в духе «сырого и голодного» постпанка, разительно контрастирующего с напыщенным стилем, к которому пришли The Cult в начале девяностых.
Одной из основных тем песен коллектива стала культура североамериканских индейцев, идеализировавшаяся Иэном Эстбери. Так, в песне «Moya» фронтмен команды выражал свою солидарность с коренным населением США и осуждал «американский образ жизни». Традиционные для панк-музыки протесты против капиталистического общества также нашли своё отражение в творчестве Southern Death Cult.
Сами участники группы признавались в интервью, что на них оказали большое влияние Sex Pistols, а музыкальные критики ставили коллектив в один ряд с Bauhaus. Southern Death Cult иногда рассматриваются, наряду с Sisters of Mercy, как одни из наиболее ярких и типичных представителей раннего готик-рока.

## Дискография
- 1982 — «Moya/Fatman» (сингл)
- 1983 — «The Southern Death Cult: Moya/Fatman/The Girl» (сингл)
- 1983 — Southern Death Cult (альбом)